# الدوري السويدي الدرجة الأولى
الدوري السويدي الدرجة الأولى (بالسويدية: Ettan Fotboll) هو المستوى الثالث في نظام الدوري السويدي لكرة القدم ويتكون من 32 فريق كرة قدم سويدي. كان يُعرف سابقًا ببساطة باسم القسم 1. كان القسم 1 هو المستوى الثاني من 1987 إلى 1999، ولكن تم استبداله بسوبرتان في عام 2000. وأعيد تأسيسه لموسم 2006 باعتباره المستوى الثالث تحت سوبرتان.

## وصلات خارجية
- موقع إيتا الرسمي (بالسويدية)